# Damernas 3 000 meter i hastighetsåkning på skridskor vid olympiska vinterspelen 1980
Damernas 3 000 meter i skridskor vid de olympiska vinterspelen 1980 avgjordes den 20 februari 1980, på James B. Sheffield Olympic Skating Rink. Loppet vanns av Bjørg Eva Jensen från Norge.
29 deltagare från 14 nationer deltog i tävlingen.

## Rekord
Gällande världsrekord och olympiska rekord före Vinter-OS 1980:
| Världsrekord     | Tamara Kuznetsova (URS) | 4:31,00 | Alma-Ata, Kazakiska SSR, Sovjetunionen | 23 mars 1976    |
| Olympiskt rekord | Tatiana Averina (URS)   | 4:45,19 | Innsbruck, Österrike                   | 8 februari 1976 |

Följande nya världsrekord och olympiska rekord blev satta under tävlingen:
| Datum       | Idrottare        | Nation | Tid     | OR | VR |
| ----------- | ---------------- | ------ | ------- | -- | -- |
| 20 februari | Bjørg Eva Jensen | Norge  | 4:32,13 | OR |    |

## Medaljörer
| Gren        | Guld                   | Guld         | Silver                    | Silver  | Brons           | Brons   |
| 3 000 meter | Bjørg Eva Jensen Norge | 4.32,13 (OR) | Sabine Becker Östtyskland | 4.32,79 | Beth Heiden USA | 4.33,77 |

## Resultat
| Placering | Idrottare               | Nation         | Tid     | Tid bakom | Noteringar |
| --------- | ----------------------- | -------------- | ------- | --------- | ---------- |
| 1         | Bjørg Eva Jensen        | Norge          | 4:32,13 | –         | (OR)       |
| 2         | Sabine Becker           | Östtyskland    | 4:32,79 | +0,66     |            |
| 3         | Beth Heiden             | USA            | 4:33,77 | +1,64     |            |
| 4         | Andrea Mitscherlich     | Östtyskland    | 4:37,69 | +5,56     |            |
| 5         | Erwina Ryś-Ferens       | Polen          | 4:37,89 | +5,76     |            |
| 6         | Mary Docter             | USA            | 4:39,29 | +7,16     |            |
| 7         | Sylvia Filipsson        | Sverige        | 4:40,22 | +8,09     |            |
| 8         | Natalja Petrusjova      | Sovjetunionen  | 4:42,59 | +10,46    |            |
| 9         | Olga Plesjkova          | Sovjetunionen  | 4:43,11 | +10,89    |            |
| 10        | Sarah Docter            | USA            | 4:43,30 | +11,17    |            |
| 11        | Brenda Webster          | Kanada         | 4:43,67 | +11,54    |            |
| 12        | Sylvia Burka            | Kanada         | 4:44,22 | +12,09    |            |
| 13        | Annie Borckink          | Nederländerna  | 4:47,35 | +15,22    |            |
| 14        | Sylvia Albrecht         | Östtyskland    | 4:47,76 | +15,22    |            |
| 15        | Anneli Repola           | Finland        | 4:50,51 | +15,63    |            |
| 16        | Sjitje van der Lende    | Nederländerna  | 4:51,53 | +18,38    |            |
| 17        | Valentina Lalenkova     | Sovjetunionen  | 4:51,72 | +19,40    |            |
| 18        | Annette Carlén Karlsson | Sverige        | 4:52,70 | +19,59    |            |
| 19        | Sigrid Smuda            | Västtyskland   | 4:53,55 | +20,57    |            |
| 20        | Lisbeth Korsmo          | Norge          | 4:54,95 | +21,42    |            |
| 21        | Miyoshi Kato            | Japan          | 4:57,39 | +25,26    |            |
| 22        | Kim Yeong-hui           | Sydkorea       | 4:58,41 | +26,28    |            |
| 23        | Pat Durnin              | Kanada         | 4:58,42 | +26,29    |            |
| 24        | Lee Seong-ae            | Sydkorea       | 4:58,77 | +26,64    |            |
| 25        | Yuko Yaegashi           | Japan          | 5:00,40 | +28,87    |            |
| 26        | Mandy Horsepool         | Storbritannien | 5:08,78 | +36,65    |            |
| 27        | Meiyu Kong              | Kina           | 5:08.90 | +36,77    |            |
| 28        | Meiji Piao              | Kina           | 5:19,07 | +46,94    |            |
| DNF       | Ria Visser              | Nederländerna  | dnf, f  | –         |            |